# Love on Top
Love on Top è un singolo della cantante statunitense Beyoncé, pubblicato il 12 settembre 2011 come quinto estratto dal quarto album in studio 4.

## Descrizione
Il brano è stato scritto da Beyoncé, Terius Nash e Shea Taylor e prodotto da Beyoncé e Shea Taylor.
Beyoncé ha eseguito il brano live ai VMA Awards del 2011; quando ha finito di cantare, ha annunciato di essere incinta. Grazie alla performance, Love on Top è entrata alla decima posizione della classifica digitale statunitense e alla ventesima della Billboard Hot 100, vendendo 113 000 copie in una settimana e divenendo il secondo debutto più alto della cantante dopo Ring the Alarm nel 2006. Il video è stato diffuso il 16 ottobre successivo.

## Classifiche

### Classifiche settimanali
| Classifica (2011) | Posizione massima |
| ----------------- | ----------------- |
| Australia         | 20                |
| Belgio (Fiandre)  | 54                |
| Belgio (Vallonia) | 52                |
| Canada            | 65                |
| Giappone          | 93                |
| Irlanda           | 21                |
| Italia            | 20                |
| Nuova Zelanda     | 14                |
| Paesi Bassi       | 61                |
| Regno Unito       | 13                |
| Slovacchia        | 38                |
| Stati Uniti       | 20                |

### Classifiche di fine anno
| Classifica (2011) | Posizione |
| ----------------- | --------- |
| Australia         | 98        |